# Велум
Велум (фр. vélin; лат. vellum; енгл. vellum) је израз који се користи за врсту пергамента, односно материјала за писање, израђеног од коже сисара. Под тиме се обично подразумева пергамент настао од нештављене коже, односно пергамент који се од „обичног” одликује највишом могућом квалитетом.